# Maisonneuve
Maisonneuve es una comuna francesa situada en el departamento de Vienne, en la región de Nueva Aquitania.

## Demografía
| 406 | 369 | 307 | 315 | 291 | 273 | 324 |
| Para los censos de 1962 a 1999 la población legal corresponde a la población sin duplicidades (Fuente: INSEE [Consultar]) |     |     |     |     |     |     |